# درو استروزان
درو اِستروزان (انگلیسی: Drew Struzan) هنرمند آمریکایی است که به خاطر خلق بیش از ۱۵۰ پوستر فیلم شهرت دارد. آثار وی شامل تمام مجموعه فیلم‌های ایندیانا جونز، بازگشت به آینده، رامبو و جنگ ستارگان می‌شود. علاوه بر پوستر فیلم، وی جلد آلبوم، کلکسیون و جلد کتاب نیز طراحی نموده‌است. در سال ۲۰۱۳ فیلمی دربارهٔ زندگی و فعالیت‌های هنری اِستروزان به نام درو: مردی پشت پوستر ساخته شد.